# Wim van Rooy
Wim van Rooy (Antwerpen, 1947) is een Vlaams germanist, schrijver en filosoof.

## Biografie
Van Rooy groeide op in een katholiek gezin in de lagere middenklasse. Hij behaalde in 1971 een licentiaat Letteren en Wijsbegeerte in de Germaanse Filologie en een licentiaat in de Zweedse letterkunde aan de Rijksuniversiteit Gent. Ook specialiseerde van Rooy zich in de godsdienstwetenschap. Hij volgde colleges bij onder andere Etienne Vermeersch, Leo Apostel, en Jaap Kruithof. Van Rooy is, naar eigen zeggen, "als velen van zijn generatie begonnen als marxist," in de geest van mei '68.
Van Rooy was dertig jaar lang in het onderwijs werkzaam. Voorts werkte hij als journalist voor de Vlaamse zender Radio 3 en was hij televisiepresentator van Het Vrije Woord. Later werd van Rooy medewerker op het Kabinet van de Minister van Onderwijs. In januari 2015 werd bekend dat van Rooy woordvoerder zou worden van de Vlaamse Pegida-beweging. Na enkele weken legde hij echter het woordvoerderschap neer, vanwege "externe factoren, die ook serieuze consequenties hebben voor het persoonlijke."
Van Rooy is woonachtig in Antwerpen. Hij is vrijmetselaar. Zijn zoon Sam van Rooy, die veel heeft bijgedragen aan de laatste publicaties van zijn vader, is actief in de Vlaamse politiek voor het Vlaams Belang. Ook was Sam van Rooy enige tijd werkzaam als medewerker van de Nederlandse PVV waar hij werd geschorst voor een discriminerend filmpje .

## Werken
Van Rooy is een productief publicist en essayist, die gedurende zijn loopbaan enkele honderden artikelen, recensies en essays schreef. Tegenwoordig betoont Van Rooy zich via non-fictiepublicaties een criticus van de islam, de multiculturele samenleving, de Europese Unie en het postmodernisme.
Hier volgen enkele publicaties van Van Rooy.
- De malaise van de multiculturaliteit (2008).
- De islam. Kritische essays over een politieke religie, samen met Sam van Rooy (2010).
- Wielerwoordenboek, samen met Fons Leroy en Sam van Rooy (2010).
- Europa wankelt. De ontvoering van Europa door de EU, samen met Remi Hauman en Sam van Rooy (2012).
- Waarover men niet spreekt. Bezonken gedachten over postmodernisme, Europa, islam (2015).

Dit laatste boek veroorzaakte nog voor verschijnen een rel in de Vlaamse uitgeverswereld. Uitgeverij Polis-Pelckmans besloot in juli 2015, vlak voor het ter perse gaan, dat zij haar handen aftrok van Waarover men niet spreekt. Uitgever Karl Drabbe, lange tijd werkzaam bij Polis-Pelckmans, werd ontslagen. Volgens de uitgeverij was het ontslag van Drabbe "niet politiek gemotiveerd" (Drabbe is actief in de Vlaams-nationalistische beweging), en had het "(ook) niets te maken met de inhoud van het boek van Wim van Rooy."
Thom Pelckmans schreef over de beslissing om het boek van van Rooy niet uit te geven: "Het aantal discriminerende en schofferende passages overschaduwde het maatschappijkritische doel van dit essay van 600 bladzijden." En: "Een constructief gesprek hierover met de auteur bleek onmogelijk."
Volgens van Rooy is het niet-uitgeven van zijn boek het voorbeeld van de door hem beschreven censuur door de "linkse gedachtepolitie", en een zoveelste voorbeeld van "het censureren en het breidelen van de vrije gedachte (...) in het Westen als gevolg van angst voor de islam." Waarover men niet spreekt verscheen uiteindelijk bij de Nederlandse uitgeverij De Blauwe Tijger, in oktober 2015.
- International Standard Name Identifier: 0000 0000 3882 0793
- Library of Congress Control Number: n2008064943
- Nederlandse Thesaurus van Auteursnamen: 074932977
- Virtual International Authority File: 56089417
- WorldCat: E39PBJp9xCVfX3M3yDHh9PCPcP